# Jesse Remmers
Jason Franklin (Jesse) Remmers (Vinkeveen, 31 mei 1968), in de Nederlandse pers vaak aangeduid als Jesse R., is een Nederlands crimineel die verdacht wordt van zeven liquidaties, onder andere de liquidatie van drugshandelaar Kees Houtman en kroegbaas Thomas van der Bijl. Remmers werd vervolgd in het liquidatieproces Passage. Het Passage-proces begon met de inhoudelijke behandeling in 2008. Hij werd als verdachte van deze moorden in februari 2007 opgepakt in Marokko. Na een detentie in Marokko werd Remmers uiteindelijk uitgeleverd aan justitie in Nederland. In het Passage-proces werd Remmers bijgestaan door mrs. Sander Janssen en Robert Malewicz. Remmers werd op 29 januari 2013 veroordeeld tot levenslang.

## Privé
Jesse Remmers is een zoon van de Nederlandse drugscrimineel Greg Remmers.